# Zdobycie Kołobrzegu
Zdobycie Kołobrzegu – powieść Karola Bunscha z 1952 roku, należąca do cyklu Powieści Piastowskie.  
W latach 1972–1982 fragment książki był lekturą szkolną (obowiązkową, dla szkół podstawowych). 
Tłem historycznym jest początek panowania Bolesława Krzywoustego i jego walka o panowanie na Pomorzu. Powieść przedstawia historię starego wojaka Przedsława, surowego i doświadczonego, który dowodzi jednym z oddziałów Krzywoustego w wyprawie na Pomorzu. Opowiada o męstwie i odwadze oraz o dbałości księcia o wiernych podwładnych.
Akcja powieści rozpoczyna się w momencie zgrupowania wojsk Krzywoustego pod Głogowem. Miejsce zgrupowania sugeruje wyprawę przeciw Czechom – tylko nieliczni, najbliżsi doradcy Bolesława wiedzą, że droga będzie o wiele dalsza. Przedsław, który połowę życia spędził w walce, surowy w powierzchowności, poznaje ludzi, którymi przyjdzie mu dowodzić. Jedyną myślą, która chwilami odciąga go od obowiązków jest żona i dwójka małych dzieci, które pozostawił w domu. Nie zdaje sobie jednak sprawy, że miną lata zanim przyjdzie mu znowu ujrzeć rodzinę.